# Iron Tank: The Invasion of Normandy
Iron Tank: The Invasion of Normandy (グレートタンク? Great Tank) è un videogioco sparatutto a scorrimento del 1988 sviluppato da SNK per Nintendo Entertainment System. Il gioco è un remake del videogioco Tank ed è incluso nella raccolta SNK 40th Anniversary Collection insieme alla sua controparte arcade.

## Modalità di gioco
L'obiettivo di Iron Tank è di guidare un carro armato oltre le linee nemiche attraverso 19 livelli di gioco. Il gameplay ricorda quello di Vindicators.